# Ombudsstelle Finanzdienstleister
Der Verein Ombudsstelle Finanzdienstleister (OFD) wurde im Oktober 2018 vom FinanzPlaner Verband Schweiz, Validitas – Fachverband Schweizer Finanzdienstleister und dem Schweizer Finanzberater Verband SFBV gegründet. Ziel war die Schaffung einer kostengünstigen, interessenneutralen und kompetenten Ombudsstelle, die im Zusammenhang mit dem am 1. Januar 2020 in Kraft getretenen Finanzdienstleistungsgesetz (FIDLEG) gesetzlich verankert wurde.

## Gesetzliche Grundlage
Die Art. 74 ff. FIDLEG sehen zur Erledigung von Rechtsstreitigkeiten zwischen Kunden und Finanzdienstleistern ein Vermittlungsverfahren vor einer Ombudsstelle vor. Die Finanzdienstleister müssen sich zu diesem Zweck einer Ombudsstelle anschliessen (Art. 77 FIDLEG). Die Ombudsstellen bedürfen einer Anerkennung des Eidgenössischen Finanzdepartements EFD (Art. 84 Abs. 1 FIDLEG).
Nachdem am 1. Januar 2020 das Finanzdienstleistungsgesetz (FIDLEG) in Kraft getreten ist, sind somit die Finanzdienstleister aus der Schweiz und auch dem Ausland verpflichtet, sich einer Ombudsstelle anzuschliessen, sofern sie im schweizerischen Finanzsektor aktiv sind.

### Örtlicher Geltungsbereich bei Finanzdienstleistungen
(Art. 3 Bst. c und d FIDLEG)
1. Diese Verordnung gilt für Finanzdienstleistungen, die gewerbsmässig in der Schweiz oder für Kundinnen und Kunden in der Schweiz erbracht werden.
2. Als nicht in der Schweiz erbracht gelten:

a. Finanzdienstleistungen von ausländischen Finanzdienstleistern im Rahmen einer Kundenbeziehung, die auf ausdrückliche Initiative einer Kundin oder eines Kunden eingegangen worden ist;
b. einzelne Finanzdienstleistungen, die von Kundinnen und Kunden auf deren ausdrückliche Initiative bei einem ausländischen Finanzdienstleister angefragt wurden.

### Aufgaben der Ombudsstelle
Die Ombudsstelle soll Streitigkeiten zwischen Kunden und Finanzdienstleistern im Rahmen eines Schlichtungsverfahrens bereinigen. Die Aufgabe des Vereins Ombudsstelle Finanzdienstleister (OFD) ist es, als interessenneutraler Vermittler kostengünstige Schlichtungsverfahren zwischen den Kunden und den Finanzdienstleistern durchzuführen. Der Ombudsmann ist bestrebt, einvernehmliche Lösungen für die Konfliktparteien zu erarbeiten und dadurch aufwändige und kostspielige Rechtsstreitigkeiten zu vermeiden. Er verfügt über keine Entscheidungskompetenz, sondern die Konfliktparteien entscheiden selber über die Möglichkeiten und Ergebnisse. Er sorgt jedoch für einen fairen, transparenten und effizienten Ablauf der Mediation. Der Verein Ombudsstelle Finanzdienstleister (OFD) publiziert jährlich einen Tätigkeitsbericht.